# Vuelo 1572 de American Airlines
El Vuelo 1572 de American Airlines fue un vuelo desde el Aeropuerto Internacional O'Hare de Chicago hacia el Aeropuerto Internacional Bradley el 12 de noviembre de 1995. El McDonnell Douglas MD-83 golpeó varios árboles y una antena del sistema de aterrizaje instrumental (ILS) durante el aterrizaje, causando $ 9 millones en daños al avión.

## Vuelo
El vuelo 1572 estaba programado para partir de O'Hare a las 21:25 hora estándar del este. Sin embargo, debido al mal tiempo y al retraso de los pasajeros en la conexión, el vuelo se retrasó y no partió hasta las 23:05. Mientras se dirigía a Hartford, la tripulación de vuelo recibió una copia impresa del ACARS para el clima en Hartford. El vuelo fue sin incidentes de Chicago a Hartford, los pilotos cambiaron de altitud desde 33.000 pies (10.000 m) a 35.000 pies (11.000 m) para evitar las turbulencias reportadas. 
Mientras descendían a Hartford, los pilotos recibieron una actualización del clima a las 00:30 que incluía una advertencia de cizalladura del viento y tormentas eléctricas severas en Bradley. A las 00:32, los controladores de tráfico aéreo dieron instrucciones al vuelo 1572 de descender a 19.000 pies (5.800 m). A las 00:33, los controladores aconsejaron al vuelo 1572 que descendiera a 11.000 pies (3.400 m). A las 00:34, el primer oficial revisó el Servicio Automático de Información de Terminal (ATIS) y señaló al capitán que la transmisión ATIS más reciente tenía aproximadamente 90 minutos. Por razones desconocidas, el primer oficial ingresó 998 hPa en el altímetro, lo que hizo que marcara aproximadamente 70 pies (21 m) de altura.  El capitán verificó el radar meteorológico de la aeronave antes de comenzar la aproximación de no precisión a la pista 15. Al no ver células convectivas en la trayectoria de la aeronave, apagó el radar. 
A las 00:49, mientras el vuelo 1572 comenzaba su aproximación final, se informó a la tripulación que la torre de control estaba cerrando temporalmente debido al clima severo. Luego el capitán notó que el piloto automático tenía dificultades para mantener la altitud y el rumbo con los fuertes vientos. A cinco millas del aeropuerto, el avión se encontró con fuertes lluvias y algunas turbulencias. El vuelo continuó descendiendo a 908 pies (277 m), la altitud mínima de descenso (MDA) para la aproximación. Cuando la tripulación comenzó a buscar el aeropuerto, la aeronave continuó descendiendo. 
A las 00:51, los vientos en Bradley se midieron como 170° a 25 nudos (13 m/s), con ráfagas de 40 nudos (21 m/s), con un ajuste de altímetro de 29,35 inHg (994 hPa) y cayendo rápidamente. Esta información no se transmitió a la torre de control de Bradley hasta las 00:57 y no se puso a disposición de la tripulación de vuelo antes del aterrizaje. 

## Accidente
A las 00:55, se activó la alarma que indicaba una excesiva tasa de descenso (Sink Rate), seguida segundos más tarde por un fuerte golpe cuando la aeronave comenzó a desprenderse de las copas de los árboles a lo largo de la cresta de Peak Mountain. Estos árboles estaban en una cresta con una elevación del suelo de 728 pies (222 m), y la primera copa golpeada estaba a una altitud de 770 pies (230 m). El capitán avanzó los aceleradores a máxima potencia, pero el motor había ingerido algunas ramas de los árboles haciendo que el motor entre en llamas y se apagará. El capitán bajó inmediatamente los flaps del avión a 40° grados con la esperanza de que momentáneamente hiciera que la aeronave se eleve hacia arriba. Si bien no es un procedimiento operativo estándar, esto funcionó de forma limitada hasta que la aeronave cortó un árbol cerca del final de la pista. Luego impactó una antena ILS en el extremo de la pista 15 antes de rodar hasta detenerse. 
El accidente resultó en una lesión menor a un pasajero; los otros 72 pasajeros y los 5 miembros de la tripulación resultaron ilesos. El accidente resultó en $ 9 millones en daños a la aeronave y más de $ 74.000 en daños al equipo del aeropuerto.

## Investigación de la NTSB
La Junta Nacional de Seguridad en el Transporte de los Estados Unidos investigó el accidente.
La investigación citó varias causas de este accidente. Culpó a la Administración Federal de Aviación (FAA) por diseñar la aproximación a la pista 15 sin tener en cuenta la línea de la cresta. Sin embargo, citó el error del piloto como la causa principal debido a un ajuste incorrecto del altímetro combinado con la falla de la tripulación para nivelar en el MDA. El informe también señaló que, dado que la presión estaba cayendo rápidamente, la tripulación debería haber solicitado un ajuste más reciente del altímetro de la torre; la transmisión ATIS normalmente se actualiza cada hora o cuando cambian las condiciones climáticas, y el primer oficial había notado que la grabación ATIS estaba por encima de los 90 minutos. Si bien las turbulencias, las fuertes lluvias y la cizalladura del viento afectaron a la aeronave, la tripulación continuó permitiendo que la aeronave descendiera mientras buscaban el aeropuerto.
La grabación de la voz de cabina del incidente se convirtió en parte del guion de una obra de teatro llamada Charlie Victor Romeo. 
Tras el accidente, el avión fue reparado y devuelto al servicio y continuó volando con American Airlines hasta que fue retirado y almacenado en agosto de 2017.

## Filmografía
Este accidente fue recreado en el episodio 9 de la temporada 22 de la serie Mayday: catástrofes aéreas titulado "Tree Strike Terror", en Latinoamérica "Tormenta eléctrica", y en España "Terror en el bosque", transmitido en National Geographic Channel. Y luego el accidente fue presentado en la subserie Mayday: Informe Especial, titulado «Riesgos al aterrizar».